# Тукташ (Балезинский район)
Ту́кташ — деревня в Воегуртском сельском поселении Балезинского района Удмуртии. Центр поселения — деревня Воегурт.
Деревня стоит на берегу реки Кеп.
Население - 82 человека (2007; 20 в 1961).
В деревне 4 улицы: Лесная, Набережная, Советская и Тукташская.
Почтовый индекс: 427527.
Код ИФНС: 1837.